# Яскулки (Островський повіт)
Яскулки (пол. Jaskółki) — село в Польщі, у гміні Рашкув Островського повіту Великопольського воєводства.
Населення — 500 осіб (2011).

## Демографія
Демографічна структура станом на 31 березня 2011 року:
|          | Загалом | Допрацездатний вік | Працездатний вік | Постпрацездатний вік |
| -------- | ------- | ------------------ | ---------------- | -------------------- |
| Чоловіки | 241     | 65                 | 152              | 24                   |
| Жінки    | 259     | 59                 | 145              | 55                   |
| Разом    | 500     | 124                | 297              | 79                   |